# Franz Xaver Huber (Schauspieler)
Franz Xaver Huber (* 1949) ist ein deutscher Volksschauspieler.

## Karriere
Im Lauf seiner Theatertätigkeit spielte er an Volkstheatern in Bayern, z. B. am Münchner Komödienstadl, dem Chiemgauer Volkstheater, an Peter Steiners Theaterstadl sowie Zum Stanglwirt. Mehrere dieser Inszenierungen wurden für das Fernsehen aufgezeichnet, wodurch Huber auch einem bundesweiten Publikum bekannt wurde. Daneben war er auch in Fernsehproduktionen (zumeist des Bayerischen Rundfunks) zu sehen, wie beispielsweise 2008 in Die Rosenheim-Cops.

## Filmografie (Auswahl)
- 1988: Frühere Verhältnisse (Fernsehfilm)
- 2001: Jean Sapraol (Fernsehfilm)
- 2008: Die Rosenheim-Cops (Fernsehserie)
- 2009: Dahoam is Dahoam (Fernsehserie)
- 2011: Spezlwirtschaft (Fernsehserie)
- 2011: Weißblaue Geschichten (Fernsehserie)

Peter Steiners Theaterstadl
- 1987: Der Kurschatten
- 1988: Die Lügenglocke
- 1988: Mama macht mobil
- 1988: Rififi in Dimpfelbach
- 1989: Der bayrische Schutzengel
- 1989: Der Vatertag
- 1989: Die Unschuldslamperl
- 1990: Der irre Theodor
- 1990: Lass di net erwischen
- 1990: Der letzte Kniff
- 1990: Vater werden...
- 1990: Die Jagd nach dem Zylinder
- 1990: Bloss nicht heiraten
- 1991: Die Drei Dorfheiligen
- 1991: Alles beim Teufel
- 1991: Der Bauerndiplomat
- 1992: Die Keuscheitskonkurrenz
- 1992: Die Bierkur
- 1993: Das Loch in der Wand
- 1994: Das Sündennest im Paradies
- 1998: Die Gockelparade

- 1993–1995: Zum Stanglwirt (Fernsehserie, 27 Folgen)

Bauerntheater
- 1982: Die Braut aus Texas
- 1991: Die Drei Eisbären
- 1991: Die Probenacht
- 1993: Das Hörrohr

Der Komödienstadel
- 2000: Die Bißgurrn
- 2000: S'Herz am rechten Fleck
- 2001: Die Jacobi-Verschwörung
- 2003: S'Brezenbusserl
- 2005: Amerikaner mit Zuckerguss
- 2006: Die Maibaumwache
- 2007: Alles fest im Griff
- 2007: Dottore d'Amore
- 2008: Adam und Eva im Paradies
- 2010: Das Kreuz mit den Schwestern

Chiemgauer Volkstheater
- 2011: Texas Tom
- 2011: Die Geburtstagsüberraschung
- 2012: Testament mit Wartezeit
- 2012: Ein Verrücktes Seniorenhaus
- 2013: Da war doch noch was
- 2014: Gocklkriag am Moserhof
- 2014: Villa Serrano
- 2014: G’sehng und mög’n
- 2015: Da Leftutti
- 2015: Die Insel-Hüpfer